# Fantom (strip)
Fantom (engl. The Phantom) američki je strip koji je stvorio scenarista Li Folk, takođe tvorac stripa Mandrak. Strip o Fantomu, maskiranom borcu protiv kriminala koji živi u afričkoj džungli, prenet je na mnoge druge medije, uključujući televiziju i film. Strip serijal započeo je kao dnevni novinski strip 17. februara 1936, da bi se 28. maja 1939. godine pojavilo i nedeljno izdanje u boji.
Li Folk je umro 1999. godine. Od 2005. do 2016. dnevni strip rade scenarista Toni Depol (Tony DePaul) i crtač Pol Rajan (Paul Ryan). Prethodni crtači novinskog stripa bili su Rej Mur (Ray Moore), Vilson Mekoj (Wilson McCoy), Bil Linjanti (Bill Lignante), Saj Beri (Sy Barry), Džordž Olsen (George Olesen), Kit Vilijams (Keith Williams), Fred Frederiks (Fred Fredericks) i Grejam Nolan (Graham Nolan).
Nove priče o Fantomu štampaju se i u obliku strip svezaka širom sveta, među kojima su Moonstone Books za SAD, Egmont za skandinavske zemlje, Frew Publications za Australiju i Eurobooks (podružnica kuće Egmont) za Indiju. Strip albume o Fantomu su na srpskom jeziku izdavale Dečje novine.
Iako Fantom nije prvi izmišljeni maskirani borac protiv zločina, prvi je koji je nosio kostim pripijen uz telo, što je postalo obeležje stripskih superheroja, i prvi koji je nosio masku bez vidljivih zenica, takođe jedna od superherojskih odlika.

## Fantom u Srbiji
Strip je tokom decenija izlazio u časopisima Boomerang, Denis, Eks, Majin strip, Mandrak magazin, Mika Miš, Pegaz, Politikin zabavnik, Strip 81, Stripoteka i Super. 
Fantom se takođe pojavio kao protivnik, a potom saveznik jednog domaćeg junaka. Zigomar je stripski lik kojeg su stvorili scenarista Branko Vidić i crtač Nikola Navojev 1939. godine, baš po uzoru na popularnog američkog heroja. Iste godine u drugoj epizodi pod naslovom „Zigomar protiv Fantoma“ došlo je i do borbe između ova dva junaka, što je jedno od prvih superherojskih „ukrštanja“ ikada.
Srpski autori Branislav Kerac i Vladimir Kuzmanov ilustrovali su po jednu epizodu Fantoma za strane izdavače.
Vizuelni umetnici Uroš Đurić i Vladimir Miljković u nekim svojim radovima bili su nadahnuti ovim stripom.
Fantom se pominje u pesmi „Betmen, Mandrak, Fantom“ grupe Disciplina kičme sa albuma „Zeleni Zub na planeti dosade“ iz 1989. godine.

## Spoljašnje veze
- Fantom na sajtu izdavača
- Fantom Архивирано на веб-сајту  (28. март 2017) na
- Архивирано на веб-сајту  (20. децембар 2008) - Diskusioni forum posvećen Fantomu i Mandraku Mađioničaru